# Roddy Doyle

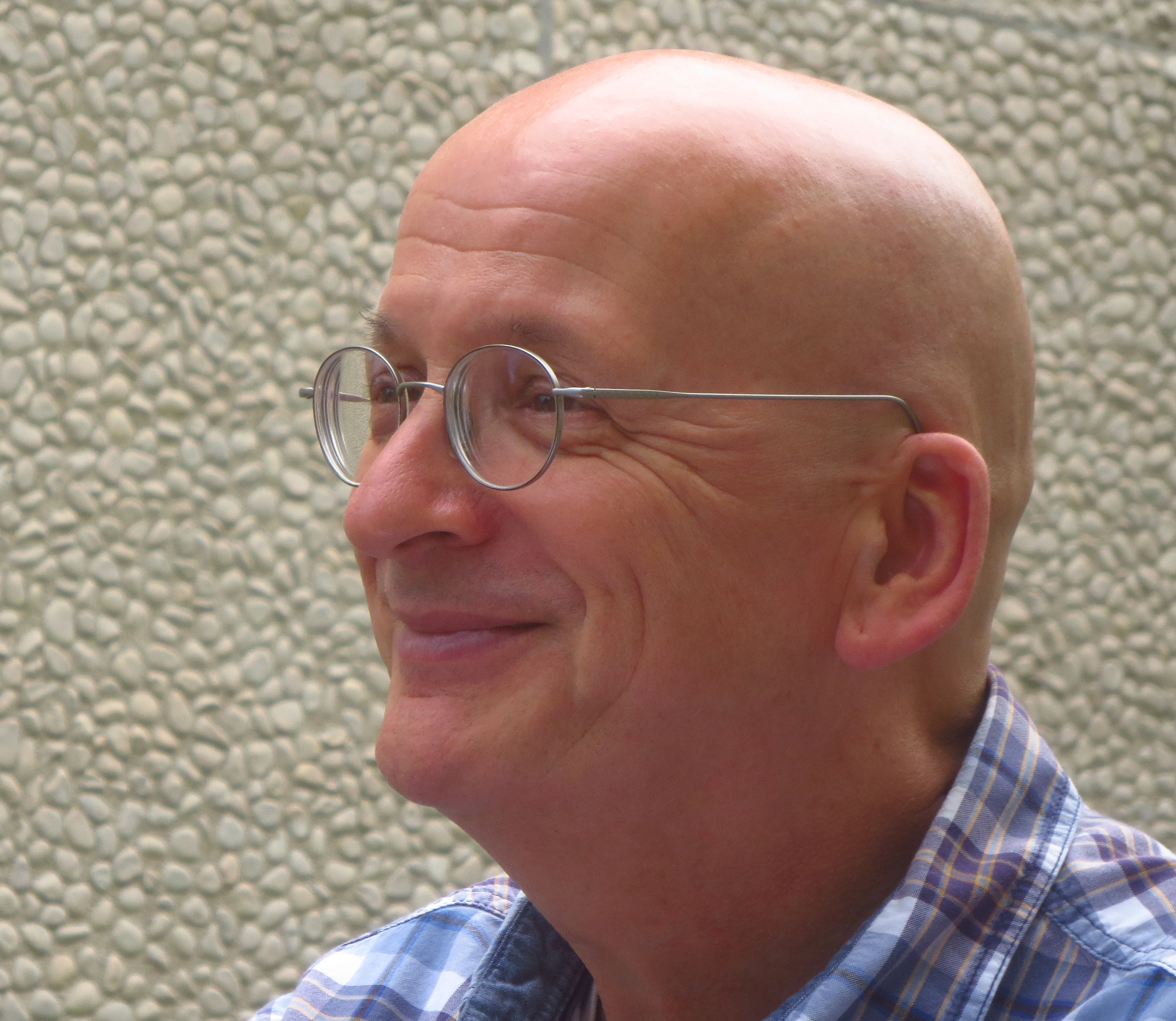
Roddy Doyle 2015 beim Internationalen Literaturfestival Berlin

Roderick Doyle (* 8. Mai 1958 in Dublin, Irland) ist ein irischer Schriftsteller und Drehbuchautor.

## Kindheit und Familie
Doyle wuchs in Kilbarrack, County Dublin, auf. Seine Eltern Rory und Ita Doyle, ein Schriftsetzer und Ausbilder im Druckereigewerbe und eine ehemalige Krankenhaussekretärin, waren für irische Verhältnisse liberal und aufgeschlossen. Roddy Doyle wuchs mit protestantischen und jüdischen Freunden in einer „gemischten“ Gemeinde auf. Rory Doyle lehrte seinen Sohn schon in frühen Jahren die Liebe zur Literatur. Roddy Doyle arbeitete – trotz des großen Erfolgs als Schriftsteller – bis Ende der 1990er Jahre als Lehrer für Englisch und Erdkunde, bevor er den Beruf zugunsten seiner Kunst aufgab. Roddy Doyle lebt mit seiner Frau Belinda und seinen drei Söhnen in Dublin.
Für die Artikel-Serie My Writing Day der britischen Tageszeitung The Guardian beschrieb er 2017 anlässlich der Veröffentlichung seines Romans Smile einen typischen Arbeitstag.

## Beschreibung des schriftstellerischen Werks (frühe Werke)

### Humor als Ausweg aus der Krise
Nachdem Doyle 1993 für das Werk Paddy Clarke, Ha, Ha, Ha den Booker Prize bekommen hatte, konnte er sich mit seinen fünf ersten Romanen als der wichtigste irische Vertreter des zeitgenössischen Comic Writing etablieren. Trotz der scheinbar heiteren Szenen, der bizarren Geschichten und der urkomischen Begebenheiten der Protagonisten sind Doyles Figuren dennoch innerlich vereinsamt, abgrundtief traurig und verzweifelt auf der Suche nach Lösungen ihrer Probleme und Konflikte. Das Lachen und der Humor – dargestellt durch das literarische Stilmittel des Comic Relief – sind oftmals der einzige Weg, das Leben, wenn es droht, im Chaos zu versinken, dennoch mit Würde zu bestehen. Das von Hoffnungslosigkeit bestimmte Dasein der Protagonisten ist nur mit Humor einigermaßen erträglich. Ihr Humor sorgt dafür, dass keine der Romanfiguren in Depression verfällt. Der Humor ist für die Figuren überlebenswichtig, um nicht unterzugehen. Für Doyle ist die Verarbeitung traumatischer Ereignisse in humorvoller Literatur ein wichtiger Bewältigungsweg, der in der Belletristik wie auch der Kinder- und Jugendliteratur erfolgreich sein kann. Ein wichtiges Beispiel des Comic Relief von Doyles Figuren ist die Schlussszene im Roman The Snapper. Sharon Rabbitte liegt im Krankenhaus und hält das Kind, das sie nach betrunkenem, ungeschütztem Geschlechtsverkehr mit dem Vater ihrer Freundin zur Welt gebracht hat, zum ersten Mal im Arm. Von ihrer Bettnachbarin besorgt gefragt, ob sie geweint hätte – und Sharon hat eigentlich sehr viele Gründe, eben genau das zu tun –, erwidert Sharon nur, sie hätte gelacht.
Are yeh alrigh’, love?

It was the woman in the bed beside Sharon.

Yeah, said Sharon. – Thanks; I’m grand.

She lifted her hand – it weighed a ton – and wiped her eyes.

Ah, said the woman. – Were yeh cryin’?

No, said Sharon. – I was laughin’.
(Roddy Doyle: ‘The Snapper’. In: The Barrytown Trilogy. London 1993, S. 340.)
Dann ist der Roman beendet und hinterlässt eine betroffene Leserschaft, die tiefes Mitgefühl mit Sharon hat und für sie hofft, dass sie eines Tages doch noch Gerechtigkeit und Glück erfahren wird.

### Zustandsbeschreibung der irischen Arbeiterklasse
Roddy Doyles frühe Romane sind tief in der irischen Arbeiterklasse verankert. Die Hauptthemen der ersten Werke und die Schwerpunkte seiner schriftstellerischen Kritik sind
- das Versagen der irischen Männer und ihre Suche nach einer neuen Rolle in einer sich verändernden konservativ-katholischen Gesellschaft,
- der Versuch, auch in Irland die Gegenwart und den Zeitgeist des späten 20. Jahrhunderts zu erreichen, und
- das Aufbrechen verkrusteter sozialer Strukturen und die Folgen dieses Aufbrechens für die irische Gesellschaft.

Der Nordirlandkonflikt spielt in Doyles frühen Romanen eine untergeordnete Rolle, bzw. er kommt so gut wie nicht vor, wird nur in Nebensätzen thematisiert. Dann aber umso eindringlicher.
The Lord told me to come home. Ed Winchell, a Baptist reverend on Lenox Avenue in Harlem, told me. But The Lord told him to tell me. He said he was watching something on TV about the feuding Brothers in Northern Ireland and The Lord told the Reverend Ed that the Irish Brothers had no soul, that they needed some soul. And pretty fucking quick! Ed told me to go back to Ireland and blow some soul into the Irish Brothers. The Brothers wouldn't be shooting the asses off each other if they had soul.
(Roddy Doyle: The Commitments. In: The Barrytown Trilogy. London 1993, S. 27.)

### Die Sprachlichkeit der frühen Romane
Die frühen Romane bestehen fast nur aus Dialogen und nicht so sehr aus der Beschreibung des inner turmoil der Protagonisten. Schon die ersten Sätze sind in Dialogform geschrieben. Der Erzähler kommt sofort zur Sache. Folglich ist der Leser sofort involviert in das Geschehen und das Leben der Protagonisten. Doyle beschreibt das Leben seiner Figuren als eine Mischung aus urkomischen bis bizarren Alltagsszenen, abgrundtiefer Armut und häuslichem Familienchaos. Die Beschreibung kleinster Details und scheinbarer Nebensächlichkeiten macht die Romane lebendig und gibt Einblick in die irische Alltagskultur bzw. deren komische Verdrehung. Beispiel: In Irland ist es üblich, dass im Haus ein Foto des Papstes an der Wand hängt. Bei der Familie Rabbitte (siehe Barrytown Trilogy) findet sich stattdessen eine Fotografie von Elvis Presley, Doyles Kommentar zum schwindenden Einfluss der katholischen Kirche als Machtfaktor. Das Porträt der irischen Arbeiterklasse ist von den Kritikern einerseits hochgelobt und andererseits immer wieder scharf kritisiert worden. Gelobt wurde Doyle dafür, dass er in seinen Romanen der Arbeiterklasse einen Weg aus der Armut und der Ausweglosigkeit bietet; dieser Weg heißt Bildung. Doyles Credo: Bildung ist das Maß aller Dinge. Wer sich Bildung aneignet, kann sein Leben besser gestalten, hat unter Umständen größere Chancen, in der Welt zu bestehen. Diese Erfahrung machen zahlreiche von Doyles Romanfiguren. Kritisiert wurde Doyle vor allem für die bad language in seinen Büchern, da sie Irland und die irische Gesellschaft angeblich in einem schlechten Licht zeigen würde. Doyle verwendet Slangwörter, eine deftige Umgangssprache in pointiertem irischem Englisch, gälische Flüche und in großer Zahl das F-Wort. Aber gerade die Gossensprache ist es, die Doyles Romane authentisch und nachvollziehbar macht. Doyle beschreibt die Dinge und die Menschen so, wie sie wirklich sind. Ein weiteres Stilmittel Roddy Doyles ist nicht nur die Verwendung des F-Worts, sondern auch die in fast allen Romanen wiederkehrende explizite Beschreibung, wenn sich die Figuren übergeben müssen. Das Vorkommen der zahlreichen „Kotz-Szenen“ wird von vielen Literaturwissenschaftlern sogar als eine Form der Katharsis und Mimesis gedeutet. Beispiel: In der Kurzgeschichte Not Just For Christmas sind die beiden minderjährigen Brüder Danny und Jimmy Murphy unerlaubterweise ins Pub gegangen, wo sie sich zum ersten Mal in ihrem Leben gezielt betrinken wollen. Danny, dem jüngeren der beiden Brüder, ist die Sache von Anfang an nicht geheuer. Er hat ein schlechtes Gewissen, als sie den Barkeeper wegen ihres Alters belügen. Er findet den Geruch und den Geschmack des Bieres widerlich. Dennoch trinkt Danny tapfer ein Glas Guinness nach dem anderen. Er hasst es, aber er will vor seinem großen Bruder, der ihn von Kindheit an immer gequält und gemobbt hat, nicht die Memme spielen. Als es ihm schlecht wird, gibt es keine Lüge und kein Entkommen mehr. Da kann Danny sich nicht länger verstellen. Das Erbrechen ist sozusagen die Beschreibung von Dannys eigentlichem Zustand. Er ist nicht der erwachsene Superheld, sondern ein unreifer Sechzehnjähriger, der in die Welt der Erwachsenen überhaupt noch nicht hineinpasst. Aber sein Bruder Jimmy ebenso wenig, da ihm auch übel wird.
They felt like men. They shared the feeling. They were growing up together. The Murphy brothers.

And Danny did get sick.

On the way home.

Outside the chipper.

He opened his mouth and all the Guinness and everything else he had ever drunk or eaten fell out of him, onto the ground.

"Oh Jesus!" he said.

He wiped his eyes. When he looked again, he saw Jimmy getting sick beside him.
Doyle selber sagt über seine Protagonisten: „The lives are tough, and the language is rough, but beauty and tenderness survive amid the bleakness.“

## Beschreibung des späteren Werks

### Themenwahl
Am Ende der 1990er Jahre begann Roddy Doyle, sich anderen Themen zuzuwenden. Noch immer richtet sich sein Hauptaugenmerk auf die Entwicklung irischer Figuren. Allerdings verlässt Doyle die Gegenwart. Auch die Beschreibung familiärer Situationen und Konflikte ist derzeit nicht sein Hauptthema. Der Roman A Star Called Henry spielt im Dublin der 1920er Jahre. Im Roman Oh Play That Thing erzählt Doyle von Henry Smart, der 1924 von Irland nach New York City auswandert.

### Sprache und Stil
Die Romane sind nun nicht mehr so dialoglastig (eine Entwicklung, die schon bei The Woman Who Walked Into Doors merkbar war). Doyle beschreibt nun Situationen und das Milieu, in dem sich die Protagonisten bewegen. Sinneseindrücke und sinnliche Erfahrungen der Figuren werden eher deskriptiv ausgedrückt. Beschreibende Adjektive und Attribute, mehr Hauptsatz-Nebensatz-Konstruktionen und eine Reduzierung der wörtlichen Rede sind nun die sprachlichen Mittel, derer sich Doyle bedient. Die Gedanken und Gedankengänge der Romanfiguren treten nicht mehr hauptsächlich innerhalb von Dialogen und in Gesprächen mit anderen zutage. Der Innere Monolog der Figuren gewinnt immer mehr an Einfluss. Die von Doyle verwendete Sprache bleibt die der ‚einfachen‘ Leute. Noch immer ist das Irish English, die Verwendung des F-Worts und der derben Ausdrucksweise der Romanfiguren ein wichtiger Faktor, der die Romane authentisch und nachvollziehbar machen kann.
Zum Vergleich der jeweilige Romananfang von The Snapper (1990) und Oh Play That Thing (2004):
 – You’re what’? said Jimmy Rabbitte Sr.

He said it loudly.

 – You heard me, said Sharon.

[–]

Sharon was pregnant and she’d just told her father that she thought she was. She’d told her mother earlier, before the dinner.

[–]

 – Oh – my Jaysis, said Jimmy Sr.

He looked at Veronica. She looked tired. He looked at Sharon again.

– That’s shockin', he said.

Sharon said nothing.

– Are yeh sure? said Jimmy Sr.

– Yeah. Sort of.

– Wha’?

– Yeah.
I could bury myself in New York. I could see that from the boat as it went under the Statue of Liberty on a cold dawn that grew quickly behind me and shoved the fog off the slate-coloured water. That was Manhattan, already towering over me. It made tiny things of the people around me, all gawking at the manmade cliffs, and the ranks of even higher cliffs behind them, stretching forever into America and stopping their entry. I could see the terror in their eyes.
(Roddy Doyle: Oh Play That Thing, London, 2004, S. 1.)

## Werke

### Romane
- Die Commitments (1987)
  - Dublin-Beat, dt. von Oliver Huzly, Frankfurt am Main, Berlin, Ullstein 1990, ISBN 3-548-22274-9.
  - auch als: Die Commitments, gleiche Übersetzung, Frankfurt am Main, Berlin, Ullstein 1992, ISBN 3-548-22628-0.
  - Neuübersetzung: Die Commitments, dt. von Renate Orth-Guttmann, Frankfurt am Main, Krüger 2001, ISBN 3-8105-0447-5.
- The Snapper (1990)
  - Sharons Baby, dt. von Oliver Huzly, Frankfurt am Main, Berlin, Ullstein 1992, ISBN 3-548-22755-4.
  - Neuübersetzung: The Snapper, dt. von Renate Orth-Guttmann, Frankfurt am Main, Krüger 2001, ISBN 3-8105-0449-1.
- The Van (1991)
  - Das Frittenmobil, dt. von Emily Pichelsteiner, Frankfurt am Main, Berlin, Ullstein 1994, ISBN 3-548-23208-6.
  - Neuübersetzung: Fish & Chips, dt. von Renate Orth-Guttmann, Frankfurt am Main, Krüger 2001, ISBN 3-8105-0448-3.

Die ersten drei Romane Doyles werden zusammengefasst unter dem Titel Barrytown Trilogy, da in diesen Werken das Leben der Familie Rabbitte aus dem fiktiven Dubliner Vorort Barrytown im Mittelpunkt steht.
- Paddy Clarke Ha Ha Ha (1993)
  - Paddy Clarke ha ha ha, dt. von Renate Orth-Guttmann, Frankfurt am Main, Krüger 1994, ISBN 3-8105-0431-9.
  - Hörbuch: Paddy Clarke ha ha ha, gleiche Übersetzung, gelesen von Rufus Beck, München, Ullstein Hörverlag 2003, ISBN 3-550-10158-9.
- The Woman Who Walked Into Doors (1997)
  - Die Frau, die gegen Türen rannte, dt. von Renate Orth-Guttmann, Frankfurt am Main, Krüger 1996, ISBN 3-8105-0433-5.
- A Star Called Henry (1999)
  - Henry der Held, dt. von Renate Orth-Guttmann, Frankfurt am Main, Krüger 2000, ISBN 3-8105-0444-0.
  - Hörbuch: Henry der Held, gleiche Übersetzung, gelesen von Gustav Peter Wöhler, München, Heyne 2000, ISBN 3-453-18140-9.
- Oh, Play That Thing (2004)
  - Jazztime, dt. von Renate Orth-Guttmann, München, Wien, Hanser 2006, ISBN 3-446-20714-7.
  - Hörbuch: Jazztime, gleiche Übersetzung, gelesen von Matthias Brandt, Bochum, Roof Music 2006, ISBN 3-938781-26-2.
- Paula Spencer (2006)
  - Paula Spencer, dt. von Renate Orth-Guttmann, München, Hanser 2008, ISBN 978-3-446-23055-2.
- The Dead Republic (2010)
  - Die Rückkehr des Henry Smart, dt. von Renate Orth-Guttmann, München, Wien, Hanser 2013, ISBN 978-3-446-24329-3.
- Two Pints (2012)
- The Guts (2013)
  - Punk is Dad, dt. von Juliane Zaubitzer, Haffmans&Tolkemitt, Berlin 2014, ISBN 978-3-942989-73-2.
- Smile (2017)
- Lächeln, GOYA, Hamburg 2022, ISBN 978-3-8337-4518-8[6]
  - Hörbuchadaption: Lächeln, GOYALiT, Hamburg 2022, gesprochen von Stephan Schad, ISBN 978-3-8337-4540-9
- Love. Alles was du liebst, GOYA, Hamburg 2021, ISBN 978-3-8337-4335-1[7]
  - Hörbuchadaption: Love. Alles was du liebst, GOYALiT, Hamburg 2021, gesprochen von Stephan Schad, ISBN 978-3-8337-4405-1[8]
- The Women Behind The Door (2024)

### Kurzgeschichten
- The Deportees and other Stories (2007)
  - Typisch irisch: Erzählungen, dt. von Renate Orth-Guttmann; München, Hanser 2011, ISBN 978-3-446-23631-8.
  - Hörbuch: Typisch irisch: Erzählungen, gleiche Übersetzung, gesprochen von Jana Schulz, Jürgen Uter und Samuel Weiss, Hamburg, Jumbo, Neue Medien 2011, ISBN 978-3-8337-2765-8.
- Bullfighting (2011)
- Life Without Children: Stories. Viking, New York 2022, ISBN 978-0-593-30056-5.

### Autobiografie
- Rory and Ita (2002)
  - Rory und Ita: eine irische Geschichte, dt. von Renate Orth-Guttmann, München, Hanser 2005, ISBN 3-446-20568-3.
  - auch als: Rory und Ita: die Geschichte meiner Eltern, gleiche Übersetzung, Frankfurt am Main. Fischer-Taschenbuch 2007, ISBN 978-3-596-16775-3.

### Theaterstücke
- Brownbread (1987)
- War (1989)
- The Woman Who Walked into Doors (2003)
- Neufassung von The Playboy of the Western World (Der Held der westlichen Welt) (2007) zusammen Bisi Adigun

### Drehbücher
- Family (1994 / vierteilige Fernsehserie, Regie: Michael Winterbottom)
- When Brendan Met Trudy (2000 / Film, Regie: Kieron J. Walsh)
- Rosie (2018 / Film, Regie: Paddy Breathnach)[9]

### Kinderbücher
- Not Just for Christmas (1999)
  - Ein Fest für Jimmy: Eine Erzählung, dt. von Renate Orth-Guttmann, Frankfurt am Main, Fischer 2001, ISBN 3-596-14882-0.
- The Giggler Treatment (2000)
  - Das große Giggler-Geheimnis, dt. von Andreas Steinhöfel. München, Omnibus 2001, ISBN 3-570-12620-X.
  - Hörbuch: Das große Giggler-Geheimnis, gleiche Übersetzung, gelesen von Uwe Friedrichsen, Köln, BMG 2001, ISBN 3-89830-306-3.
- Rover Saves Christmas (2001)
  - Rover rettet Weihnachten, dt. von Andreas Steinhöfel. München, Omnibus 2002, ISBN 3-570-12721-4.
- The Meanwhile Adventures (2004)
  - Mister Macks Missgeschicke, dt. von Andreas Steinhöfel, München, cbj 2005, ISBN 3-570-12974-8.
- Wilderness (2007)
  - Wildnis, dt. von Andreas Steinhöfel, München, cbj 2010, ISBN 978-3-570-13553-2.
  - Hörbuch: Wildnis, gleiche Übersetzung, gesprochen von Jacob Weigert und Isabell Giebeler, Hamburg, Jumbo, Neue Medien 2010, ISBN 978-3-8337-2601-9.
- Her Mother's Face (2008)
- A Greyhound of a Girl (2011)
  - Mary, Tansey und die Reise in die Nacht, dt. von Andreas Steinhöfel, München, cbj 2012, ISBN 978-3-570-15471-7.[10]
  - Hörbuch: Mary, Tansey und die Reise in die Nacht, gleiche Übersetzung, gelesen von Regina Lemnitz, Hamburg, Jumbo, Neue Medien 2013, ISBN 978-3-8337-3109-9.
- Brilliant (2014)
  - Alles Super!, dt. von Bettina Obrecht, München cbj 2015, ISBN 978-3-570-17077-9.

## Verfilmungen

### Barrytown Trilogy
- Die Commitments (1991) Regie: Alan Parker
- The Snapper (1993) Regie: Stephen Frears
- Fisch & Chips (The Van, 1996) Regie: Stephen Frears

### Kurzgeschichten
- Der Neue  (New Boy, 2007) Regie: Steph Green

## Weiteres
2015 war er Jurymitglied der Auszeichnung Das außergewöhnliche Buch des Kinder- und Jugendprogramms des Internationalen Literaturfestivals Berlin.